# Западный Аргатъюл
Западный Аргатъюл — река в Томской области России, правый приток Аргатъюла. Устье реки находится в 33 км от устья Аргатъюла по правому берегу. Протяжённость реки 20 км. Высота истока — 145 м.

## Данные водного реестра
По данным государственного водного реестра России относится к Верхнеобскому бассейновому округу, водохозяйственный участок реки — Чулым от водомерного поста села Зырянское до устья, речной подбассейн реки — Чулым. Речной бассейн реки — (Верхняя) Обь до впадения Иртыша.
Код водного объекта — 13010400312115200022268.